# ترنت سينزبوري
ترنت لوكاس سينزبوري ((بالإنجليزية: Trent Sainsbury)‏؛ مواليد 5 يناير 1992)برثأستراليا ,لاعب كرة قدم إسترالي يجيد اللعب في مركز قلب الدفاع مع منتخب أستراليا الوطني .

## روابط خارجية
- ترنت سينزبوري على موقع الاتحاد الدولي (مؤرشف)  (الإنجليزية)
- ترنت سينزبوري على موقع الاتحاد الأوربي (الإنجليزية)
- ترنت سينزبوري على موقع قاعدة بيانات كرة القدم.إي يو (الإنجليزية)
- ترنت سينزبوري على موقع ناشيونال فوتبول تيمز (الإنجليزية)
- ترنت سينزبوري على موقع Soccerway.com (الإنجليزية)
- ترنت سينزبوري على موقع عالم كرة القدم.نت (الإنجليزية)